# 中山王国

中山王国

琉球の三山の区分

中山王国（ちゅうざんおうこく）は、現在の那覇市、浦添市を中心に主に沖縄県中頭郡に存在していた王国。
なお、三山の統一、琉球王国成立後も、国号および王号の一つとして用いられた（中山王府、琉球国中山王など）。
春秋時代の中国にあった中山国とは無関係である。

## 概要
琉球王国では、中山王国を築いたのは天孫氏とされるがこれは伝説である。英祖王統に入ってから次第に按司をまとめていったものと考えられ、察度が中山王になるころまで形成されたと思われる。
浦添按司察度が英祖王統を滅ぼし、察度王統を開いた。察度は浦添に都したと考えられている。察度は、1372年に初めて中国（明）に朝貢した。察度の世子である次代の武寧は1383年（洪武16年）に「琉球国中山王」の賜印を受けている（『琉球国志略　巻四』）。ただし、冊封を受けたかどうか定かではない。
その後1406年、武寧が尚巴志によって討たれ察度王統は滅ぼされる。中山王賜印はそのまま尚思紹、尚巴志に継がれた。また、明に対して使節を送り、「武寧が没しその世子巴志が王位を継いだ」と偽りの報告をしたため、そのまま中山王位を継承する事になった。琉球統一後も、自称、他称共に王号は琉球国中山王で有り続けた。
察度王統までは浦添に都したが、察度王統が滅んでまもなく、尚巴志が首里に遷都したと考えられている。なお、尚巴志は父である尚思紹を中山王とした。第一尚氏王統の始まりである。
1416年には北山王国を、尚巴志の代の1429年には南山王国を滅ぼし、三山の統一を果たした。琉球王国の始まりである。

### 中山王国の王統
- 英祖王統 - 浦添按司として中頭を中心に支配
- 察度王統 - 浦添按司として明に朝貢、琉球国中山王とされる（史書上は初）
- 第一尚氏王統 - 前王統を滅ぼし中山を承継した

琉球統一（1429年）以降は、琉球王国となる。
察度王統を継いだ尚氏による琉球王国の国王も君主号として琉球国中山王を称した他、舜天王統及び英祖王統の国王にも中山王の位が後から追封号されたため、中山王国を中山王による王国とするのであれば舜天王統から第二尚氏王統までの期間となる。現代において中山王国とは基本的に察度王統を中心とするものとされる。